# Вегман, Георгий Густавович
Гео́ргий Густа́вович Ве́гман (27 августа 1899, Севастополь, Таврическая губерния — 2 октября 1973, Харьков) — советский архитектор-конструктивист и градостроитель.

## Биография
Учился в Московском реальном михайловском училище. С 1918 года учился в Свободных художественных мастерских (с 1920 — ВХУТЕМАС), а с 1920 — в Институте гражданских инженеров, проходил курс обучения в Московском политехническом институте (1920—1924).
В 1920-е годы — работал в нескольких московских архитектурных мастерских. Участвовал в создании и деятельности Объединения современных архитекторов (ОСА) и журнала «Современная архитектура». В 1920-е годы принимал участие в реставрации Московского Кремля под руководством Рыльского И. В.; в это время он работает в соавторстве со многими знаменитыми мастерами конструктивизма.
В 1924 году успешно окончил Московский политехнический институт с дипломным проектом «Музей Красной Москвы» на Волхонке. Его студенческие работы были опубликованы в книге М. Я. Гинзбурга «Стиль и эпоха».
В 1930-е годы был старшим архитектором Гипрогора, мастерской Моссовета, главным консультантом которой был И. В Жолтовский. Работал в соавторстве, в частности, с братьями Весниными, В. Шапильским, А. Маториным.
В начале тридцатых годов перешёл от конструктивизма к классической архитектуре. Его первый проект в классике (соавтор А. Васильев) — стадион «ЦК Электриков» в Черкизове в Москве. В первом варианте этого проекта, датированном 1933 годом, ещё содержатся отголоски былого увлечения конструктивизмом. Окончательный же вариант проекта, датированный 1934 годом, — это «сталинская классика» в чистом виде. Классический вариант проекта и был реализован в 1935 году. Тогда же стадион в Черкизове был назван в числе лучших построек Москвы.
В 1936—1937 годах проектировал Икшинский гидроузел канала Москва — Волга (1936—1937). После войны Вегман участвовал в восстановлении городов Украинской ССР; по его проектам построены многие здания в Харькове и Запорожье. В 1944 году, как лицо немецкой национальности, репрессирован и направлен на работу в Харьковский филиал Гипрограда, в котором проработал до 1970 года.
С 1933 по 1942 год преподавал в Московском архитектурном институте. С 1964 года преподавал в Харьковском институте инженеров коммунального строительства.
В 1920-х годах жил в Москве по адресу: Лобковский переулок, 5, кв. 16.

## Работы

### Москва
- 1924 — дипломный проект «Музей Красной Москвы» на Волхонке
- 1926 — Проект Ночлежного дома. Москва. (И. А. Голосов и Г. Г. Вегман)[7]
- Проект клуба завода «Красный богатырь»
- 1932 — Проект клуба завода «Шарикоподшипник» (совместно с А. Васильевым)
- 1934—1935 — «Стадион ЦК Электриков» в Черкизово[5] (позже стадион «Локомотив»)
- 1936—1937 — проект Икшинского гидроузла канала Москва — Волга
- 1972 — конкурсный проект памятника-музея Ленина на Волхонке в Москве (последняя работа Вегмана)

### Харьков
- 1929—1931 — проект застройки посёлка «Красный Луч» (ныне район «Красный Луч» по проспекту Героев Харькова) (Харьков)
- 1951—1952 — жилой дом по улице Университетской, 9 (Харьков)
- 1951—1952 — каскадный сквер (Харьков),
- 1954 — проект восстановления Дома проектных и строительных организаций, площадь Свободы (Харьков)[1]
- 1958—1962 — корпус Научно-исследовательского проектного института металлургической промышленности «Гипросталь» на проспекте Науки (Харьков)[1]
- В 1963 году выполнил проект квартала на 22 000 жителей проспекта Гагарина (Харьков).

### Запорожье
- 1952 — Концертный зал имени М.И. Глинки, вместе с инженером В. Шапильским[1],
- реконструкция «социалистического города» и Вознесеновского района
- 1951—1955 — застройка проспекта им. Ленина вместе с А. Маториным[1].

### Здания в других городах
- 1926 — Конкурсный проект здания Белорусского государственного университета в Минске[8]* 1928 — Проект театра в Самарканде[9]
- 1931 конкурсный проект на гостиницу «Интурист» в Тбилиси.
- 1945—1948 — реставрация и восстановление поселка завода им. В. Л. Войкова в Керчи[1],
- жилые дома на Театральной площади в Мариуполе

Создал более тридцати конкурсных и 30 реализованных проектов.

## Научная деятельность
Один из основателей и активных деятелей «объединения современных архитекторов», которое было создано 19 декабря 1925 года в Москве, по инициативе лидера конструктивизма того времени Е. О. Веснина. Участник создания журнала «Современная архитектура», основанного в 1926 году, который стал официальным изданием ОСА.
Является автором научных трудов и статей по проблемам архитектуры. В том числе:
- Рабочее строительство в Москве // Современная архитектура. 1926. № 1[10]
- Укрупненное жилье // Современная архитектура. 1927. № 1[11]
- Бруно Таут «Новое жилище» // Современная архитектура. 1928. № 1[12]

## Награды
- Орден Трудового Красного знамени (1937) — за работы по каналу «Москва-Волга»[13]